# 9.ª etapa do Tour de France de 2022
A 10.ª etapa do Tour de France de 2022 teve lugar a 10 de julho de 2022 entre Aigle na Suíça e Châtel na França sobre um percurso de 192,9 km. O vencedor foi o luxemburguês Bob Jungels do AG2R Citroën e o esloveno Tadej Pogačar conseguiu manter a liderança antes da segunda jornada de descanso.

## Classificação da etapa
| Aigle - Châtel | alta montanha | (192,9 km) |

| \| Classificação por etapas \| Classificação por etapas \| Classificação por etapas \| Classificação por etapas \| Classificação por etapas \| \| Ciclista \| Ciclista \| Equipe \| Tempo \| \| \| ------------------------ \| ------------------------ \| ------------------------ \| ------------------------ \| ------------------------ \| \| 1. \| Bob Jungels \| AG2R Citroën Team \| 4h46m39s \| \| \| 2. \| Jonathan Castroviejo \| Ineos Grenadiers \| + 22s \| \| \| 3. \| Carlos Verona \| Movistar Team \| + 26s \| \| \| 4. \| Thibaut Pinot \| Groupama-FDJ \| + 40s \| \| \| 5. \| Tadej Pogačar \| UAE Team Emirates \| + 49s \| \| \| 6. \| Jonas Vingegaard \| Jumbo-Visma \| + 49s \| \| \| 7. \| Geraint Thomas \| Ineos Grenadiers \| + 52s \| \| \| 8. \| Adam Yates \| Ineos Grenadiers \| + 52s \| \| \| 9. \| Enric Mas \| Movistar Team \| + 52s \| \| \| 10. \| Nairo Quintana \| Arkéa-Samsic \| + 52s \| \| |                      |                   |          |
| |                      |                   |          |
| Fonte: ProCyclingStats |                      |                   |          |
| Classificação por etapas |                      |                   |          |
| Ciclista | Ciclista             | Equipe            | Tempo    |
| 1. | Bob Jungels          | AG2R Citroën Team | 4h46m39s |
| 2. | Jonathan Castroviejo | Ineos Grenadiers  | + 22s    |
| 3. | Carlos Verona        | Movistar Team     | + 26s    |
| 4. | Thibaut Pinot        | Groupama-FDJ      | + 40s    |
| 5. | Tadej Pogačar        | UAE Team Emirates | + 49s    |
| 6. | Jonas Vingegaard     | Jumbo-Visma       | + 49s    |
| 7. | Geraint Thomas       | Ineos Grenadiers  | + 52s    |
| 8. | Adam Yates           | Ineos Grenadiers  | + 52s    |
| 9. | Enric Mas            | Movistar Team     | + 52s    |
| 10. | Nairo Quintana       | Arkéa-Samsic      | + 52s    |

## Classificações ao final da etapa

### Classificação geral(Maillot Jaune)
| \| Classificação geral \| Classificação geral \| Classificação geral \| Classificação geral \| Classificação geral \| \| Ciclista \| Ciclista \| Equipe \| Tempo \| \| \| ------------------- \| ------------------- \| --------------------- \| ------------------- \| ------------------- \| \| 1. \| Tadej Pogačar \| UAE Team Emirates \| 33h43m44s \| \| \| 2. \| Jonas Vingegaard \| Jumbo-Visma \| + 39s \| \| \| 3. \| Geraint Thomas \| Ineos Grenadiers \| + 1m17s \| \| \| 4. \| Adam Yates \| Ineos Grenadiers \| + 1m25s \| \| \| 5. \| David Gaudu \| Groupama-FDJ \| + 1m38s \| \| \| 6. \| Romain Bardet \| Team DSM \| + 1m39s \| \| \| 7. \| Thomas Pidcock \| Ineos Grenadiers \| + 1m46s \| \| \| 8. \| Enric Mas \| Movistar Team \| + 1m50s \| \| \| 9. \| Neilson Powless \| EF Education-EasyPost \| + 1m55s \| \| \| 10. \| Nairo Quintana \| Arkéa-Samsic \| + 2m13s \| \| |                  |                       |           |
| |                  |                       |           |
| Fonte: ProCyclingStats |                  |                       |           |
| Classificação geral |                  |                       |           |
| Ciclista | Ciclista         | Equipe                | Tempo     |
| 1. | Tadej Pogačar    | UAE Team Emirates     | 33h43m44s |
| 2. | Jonas Vingegaard | Jumbo-Visma           | + 39s     |
| 3. | Geraint Thomas   | Ineos Grenadiers      | + 1m17s   |
| 4. | Adam Yates       | Ineos Grenadiers      | + 1m25s   |
| 5. | David Gaudu      | Groupama-FDJ          | + 1m38s   |
| 6. | Romain Bardet    | Team DSM              | + 1m39s   |
| 7. | Thomas Pidcock   | Ineos Grenadiers      | + 1m46s   |
| 8. | Enric Mas        | Movistar Team         | + 1m50s   |
| 9. | Neilson Powless  | EF Education-EasyPost | + 1m55s   |
| 10. | Nairo Quintana   | Arkéa-Samsic          | + 2m13s   |

### Classificação por pontos(Maillot Vert)
| Classificação por pontos | Classificação por pontos | Classificação por pontos | Classificação por pontos | Classificação por pontos |
| Ciclista                 | Ciclista                 | Equipe                   | Pontos                   |                          |
| ------------------------ | ------------------------ | ------------------------ | ------------------------ | ------------------------ |
| 1.                       | Wout van Aert            | Jumbo-Visma              | 284 pts                  |                          |
| 2.                       | Fabio Jakobsen           | Quick-Step Alpha Vinyl   | 149 pts                  |                          |
| 3.                       | Tadej Pogačar            | UAE Team Emirates        | 139 pts                  |                          |
| 4.                       | Jasper Philipsen         | Alpecin-Deceuninck       | 102 pts                  |                          |
| 5.                       | Christophe Laporte       | Jumbo-Visma              | 97 pts                   |                          |
| 6.                       | Magnus Cort              | EF Education-EasyPost    | 86 pts                   |                          |
| 7.                       | Peter Sagan              | TotalEnergies            | 86 pts                   |                          |
| 8.                       | Michael Matthews         | BikeExchange-Jayco       | 68 pts                   |                          |
| 9.                       | Simon Clarke             | Israel-Premier Tech      | 67 pts                   |                          |
| 10.                      | Jonas Vingegaard         | Jumbo-Visma              | 66 pts                   |                          |

### Classificação da montanha(Maillot à Pois Rouges)
| Classificação da montanha | Classificação da montanha | Classificação da montanha | Classificação da montanha | Classificação da montanha |
| Ciclista                  | Ciclista                  | Equipe                    | Pontos                    |                           |
| ------------------------- | ------------------------- | ------------------------- | ------------------------- | ------------------------- |
| 1.                        | Simon Geschke             | Cofidis                   | 19 pts                    |                           |
| 2.                        | Bob Jungels               | AG2R Citroën Team         | 18 pts                    |                           |
| 3.                        | Thibaut Pinot             | Groupama-FDJ              | 14 pts                    |                           |
| 4.                        | Magnus Cort               | EF Education-EasyPost     | 11 pts                    |                           |
| 5.                        | Tadej Pogačar             | UAE Team Emirates         | 10 pts                    |                           |
| 6.                        | Jonas Vingegaard          | Jumbo-Visma               | 8 pts                     |                           |
| 7.                        | Pierre Latour             | TotalEnergies             | 7 pts                     |                           |
| 8.                        | Carlos Verona             | Movistar Team             | 7 pts                     |                           |
| 9.                        | Primož Roglič             | Jumbo-Visma               | 6 pts                     |                           |
| 10.                       | Hugo Houle                | Israel-Premier Tech       | 6 pts                     |                           |

### Classificação do melhor jovem(Maillot Blanc)
| Classificação dos jovens | Classificação dos jovens | Classificação dos jovens           | Classificação dos jovens | Classificação dos jovens |
| Ciclista                 | Ciclista                 | Equipe                             | Tempo                    |                          |
| ------------------------ | ------------------------ | ---------------------------------- | ------------------------ | ------------------------ |
| 1.                       | Tadej Pogačar            | UAE Team Emirates                  | 33h43m44s                |                          |
| 2.                       | Thomas Pidcock           | Ineos Grenadiers                   | + 1m46s                  |                          |
| 3.                       | Brandon McNulty          | UAE Team Emirates                  | + 7m25s                  |                          |
| 4.                       | Matteo Jorgenson         | Movistar Team                      | + 28m08s                 |                          |
| 5.                       | Andreas Leknessund       | Team DSM                           | + 30m03s                 |                          |
| 6.                       | Kevin Geniets            | Groupama-FDJ                       | + 32m37s                 |                          |
| 7.                       | Georg Zimmermann         | Intermarché-Wanty-Gobert Matériaux | + 43m14s                 |                          |
| 8.                       | Jasper Philipsen         | Alpecin-Deceuninck                 | + 46m39s                 |                          |
| 9.                       | Andreas Kron             | Lotto-Soudal                       | + 47m13s                 |                          |
| 10.                      | Michael Storer           | Groupama-FDJ                       | + 49m01s                 |                          |

### Classificação por equipas(Classement par Équipe)
| Classificação por equipes | Classificação por equipes | Classificação por equipes | Classificação por equipes |
| Equipe                    | Equipe                    | Tempo                     |                           |
| ------------------------- | ------------------------- | ------------------------- | ------------------------- |
| 1.                        | Ineos Grenadiers          | 101h14m46s                |                           |
| 2.                        | Jumbo-Visma               | + 1m04s                   |                           |
| 3.                        | UAE Team Emirates         | + 9m55s                   |                           |
| 4.                        | Groupama-FDJ              | + 11m16s                  |                           |
| 5.                        | Bora-Hansgrohe            | + 12m57s                  |                           |
| 6.                        | AG2R Citroën Team         | + 27m59s                  |                           |
| 7.                        | EF Education-EasyPost     | + 29m51s                  |                           |
| 8.                        | Bahrain Victorious        | + 31m23s                  |                           |
| 9.                        | Movistar Team             | + 38m10s                  |                           |
| 10.                       | Arkéa-Samsic              | + 38m25s                  |                           |

## Abandonos
Guillaume Martin, por positivo em COVID-19, Ruben Guerreiro, doente, e Kasper Asgreen, lesionado, não tomaram a saída.